# Meliha İsmailoğlu
Meliha İsmailoğlu, född 17 september 1993 i Gradačac, Bosnien och Hercegovina, är en volleybollspelare (spiker).
İsmailoğlu ville som ung spela basket, inspirerad av en förälder som spelade basket. Eftersom det inte fanns någon lokal basketklubb för flickor/damer började hon spela volleyboll (med Kula Gradačac) i stället. Hon blev vald till årets spelare i Bosnien och Hercegovina 2009 och 2011.

İlbank GSK bjöd 2011 över henne att spela med klubben, vilket hon gjorde till 2014
. Då gick hon över till Fenerbahçe SK. Hon fortsatte sedan till Eczacıbaşı SK 2017 och Vakıfbank SK 2019, för att 2021 återvända till Fenerbahçe.
Som ung spelade İsmailoğlu med Bosnien och Hercegovina, men valde senare att spela för Turkiets damlandslag i volleyboll, vilket hon kunnat då hon har dubbelt medborgarskap. Med Turkiet har hon tagit silver vid U23-VM 2015, silver vid EM 2019 och brons vid EM 2021.
Hon representerade även Turkiet i kvalet till beachvolleyboll-turneringen vid OS 2016.